# 贡榜-汉达瓦底战争
贡榜-汉达瓦底战争是缅甸的贡榜王国和后汉达瓦底王国之间从1752年到1757年打的一场战争。这场战争是说缅甸语的北方人和说孟语的南方人之间的若干场战争中的最后一场，它结束了孟族人对南方的长达几个世纪的统治。
作为反抗汉达瓦底军队的独立抵抗运动，这场战争开始于1752年4月，而此时汉达瓦底军队刚刚推翻了东吁王国。贡榜王朝的建立者阿朗巴亚（雍笈牙）很快地崛起为了主要的抵抗领袖，并且由于汉达瓦底的部队等级较低，阿朗巴亚利用对方的这一劣势在1753年底继续征服了整个上缅甸。汉达瓦底推迟到1754年才发动了一场全面的入侵，但是它的攻势衰退了。这场战争渐渐地转变为了北方的缅族人和南方的孟族人之间的与种族相关的冲突。在1755年，贡榜军队入侵了下缅甸，并在5月占领了伊洛瓦底三角洲和大光（仰光）。被法国人防御的港口城市锡里安（沙廉）又抵抗了14个月，但最终还是在1756年7月陷落，结束了法国人对这场战争的干预。紧随着，在1757年5月，当其首都勃固遭到洗劫，这个存在了16年的南方王国也很快陷落。在接下来的几年里，在暹罗人的帮助下，孟族人的无组织的抵抗运动后退到了丹那沙林半岛（今天的孟邦和德林达依省），但是在1765年，当贡榜军队从暹罗人手中夺取了这个半岛，孟族人的抵抗也被消除了。
这场战争的结果的是决定性的。来自北方的缅族家庭在这场战争后开始在伊洛瓦底三角洲定居。到了19世纪早期，同化和异族通婚使得孟族人口被削减为了一个少数民族。

## 背景
当下缅甸的孟族人在1740年从定都阿瓦（因瓦）的东吁王国分裂出，并建立了定都勃固的后汉达瓦底王国时，东吁王国的影响力早已衰退了。阿瓦的“宫殿国王”们已无力抵御曼尼普尔人的突袭。曼尼普尔人的突袭始于1724年，并且他们的掠夺已经渐渐地深入到了上缅甸的更深的地区。南方的兰纳（清迈）在1727年反叛了，而阿瓦未能成功夺回这一地区，而面对中国大清在18世纪30年代中期对北方的掸族国家的吞并，他们也没做任何反抗。在18世纪40年代早期，东吁的马哈丹马拉贾迪巴迪国王对于夺回下缅甸只做了拙劣无效的努力，而到了1745年，汉达瓦底已经成功在下缅甸确立。
阿瓦和勃固之间的低等级的战争一直持续到了1750年晚期，之后勃固发动了最后一场攻击，全力入侵了上缅甸。到了1752年早期，装备了法国武器的勃固军队已经到达了阿瓦的城门。汉达瓦底王位的法定继承人吴巴亚扎（Upayaza）颁布了一则公告，要求这个城市北部的国家行政官员们臣服，并对汉达瓦底的国王宣誓效忠。上缅甸的许多地方酋长都面对了一个选择：要么加入汉达瓦底军队，要么抵抗他们的占领。一些人选择了配合。但是其他许多人都选择了抵抗。

## 上缅甸（1752年-1754年）
到了1752年3月晚期，每个人都清楚，阿瓦的国运已经确定了。汉达瓦底的军队已经破坏了阿瓦的外部防御工事，并将阿瓦的防御推到了宫墙之内。在阿瓦西北约60英里处的穆谷的莫格索波，一位名叫昂泽亚（Aung Zeya）的村庄头人劝说了当地的46个村子加入了他的抵抗行动。昂泽亚用“阿朗巴亚”（未来的佛）这个王室称号来宣称他自己为国王，并建立了贡榜王朝。他用栅栏围住了他的村子来准备防御。这个村子现在被重命名为了瑞保。他还在村子周围建造了一条护村河。他将防御栅栏外面的丛林清理了，将池塘摧毁了，还把水井填了。
在遍及整个恐慌中的上缅甸中，在伊洛瓦底江中游沿岸的沙林和在遥远北方的孟拱，贡榜是众多抵抗势力中的唯一一个独立地跃起的。对于这些抵抗势力，幸运的是，汉达瓦底错误地将他们对阿瓦的占领看成了他们在整个上缅甸的胜利，并将三分之二的侵略军力撤回了勃固，只留下了三分之一的军力（不到10000人）。他们考虑用这三分之一来进行扫荡活动。此外，当汉达瓦底部队在围困阿瓦时，暹罗人吞并了上丹那沙林半岛（今天的孟邦），汉达瓦底的领导地位也因此受到影响。
这一调军决定结果成为了一个史诗级的失误，因为暹罗人的威胁从没有来自上缅甸的威胁那么严重。上缅甸是缅甸的政治势力的传统故土。暹罗人对上丹那沙林的接管是一场投机取巧的土地夺取活动，它利用了汉达瓦底专注于阿瓦的时机。暹罗人是否曾计划过将他们的影响伸展到下缅甸本土，或者有过这样的意图，这是不清楚的。对汉达瓦底的任何存在的威胁将会来自上缅甸，这倒是可能得多的。

### 瑞保战役（1752年）
汉达瓦底的统率者仍然是过于自信的。他们相信他们能平定整个上缅甸的乡间地区。这个战略起初看起来是有效的。他们建造前哨基地，一直向北建到了今天的实皆省北部的文多和高林，并且今天的曼德勒省北部的马达亚的圭掸人（Gwe Shans）也加入了他们。驻扎在阿瓦以北约30英里处的辛古的汉达瓦底官员派出了一直50人的分遣队来保证穆谷居民的效忠。阿朗巴亚亲自领导了他的最好的部下中的40人在瑞保南部的哈林（Halin）迎击了这支分遣队，并将他们彻底摧毁了。这一天是1752年4月20日（缅历1114年2月上半月4日，星期四）。
在吴巴亚扎准备让他的大部队乘船顺流而下时，他留下了一支驻军给他的继任指挥官达拉班（Talaban）。在动身离开前，他收到了这条令他不愉快的消息，那就是他派出去要求莫格索波效忠的一支分遣队，已经被当地居民砍成碎片了。他应该更加仔细地去调查这个事件的性质，但是他却犯了致命的错误，将此事视为无关紧要。他给达拉班下了分兵命令，来给这个地方做个范例，之后他带着他的部队动身返回了。
另一支更大的分遣队也被派出了。它也被击败了，只有六个人活着回到了阿瓦。在5月，达拉班将军亲自领导了一支数千人的武装良好的部队去攻占瑞保。但是这支军队缺少大炮来攻克那些防御栅栏，他们被迫发动了围困。在围了一个月后，在1752年6月20日，阿朗巴亚带着一支总突击队，身先士卒地冲了出来，并击溃了围困者们。汉达瓦底军队在混乱中撤退，他们留下了他们的装备，其中包括好几十条火枪，而这些火枪“在这些关键的日子里价值等同于与它们同等重量的黄金”。

### 上缅甸的巩固（1752年-1753年）
这个消息传开了。很快，阿朗巴亚利用他的家庭关系从穆谷各地和更远的地方召集起了一支真正的军队，并开始任命他的战友首领们为他的关键的副官。他们每天都能从遍及上缅甸的许多地区成功吸引来新募的士兵。阿朗巴亚之后挑选了68个最能干的人来做他的不断壮大的军队的指挥官。在接下来的三十年，这68人中的许多人将会在贡榜的国内外的军事活动中被证明是杰出的军事指挥官，并组成贡榜军队的核心领导阶层。他们包括像敏赫拉敏康觉、敏康瑙拉塔、马哈迪哈杜拉、内苗西杜、马哈西杜和巴拉敏丁之类的人。不但有许多其他的抵抗军队，还有来自解散了的宫殿护卫队的军官们，也带着他们保留的这样的武器，加入了阿朗巴亚。到了1752年10月，阿朗巴亚已经显露为了汉达瓦底的主要的挑战者，并驱逐走了阿瓦北部的所有汉达瓦底前哨基地以及来自马达亚的他们的盟友圭掸人。他还击败了一位与他竞争的抵抗领袖，金乌的奇德尼奥（Chit Nyo）。有着许多的传说聚集在他的名声周围。人们感觉到，当他领导他们时，他们不会失败。
尽管重复受到挫折，勃固还是难以置信地没有派遣援军，甚至在阿朗巴亚巩固了他在整个上缅甸各处的利益之时，也是如此。他们没有派出他们有的每一支部队，却仅仅是用另一名将领东吁威贡穆（Toungoo Ngwegunhmu）替换了赢得了阿瓦的将领达拉班（Talaban）。到了1753年晚期，贡榜军队控制了除阿瓦外的整个上缅甸。在1754年1月3日，阿朗巴亚的次子，年仅17岁的信彪欣，成功地再次夺取了被留在了废墟和灰烬中的阿瓦。整个上缅甸的汉达瓦底部队都被清除了。阿朗巴亚之后转向了较近的掸族国家来确保后方的安全和征募新兵。他收到了较近的苏巴（召法或酋长）们的宣誓效忠，这些人中，向北最远的来自莫梅格。

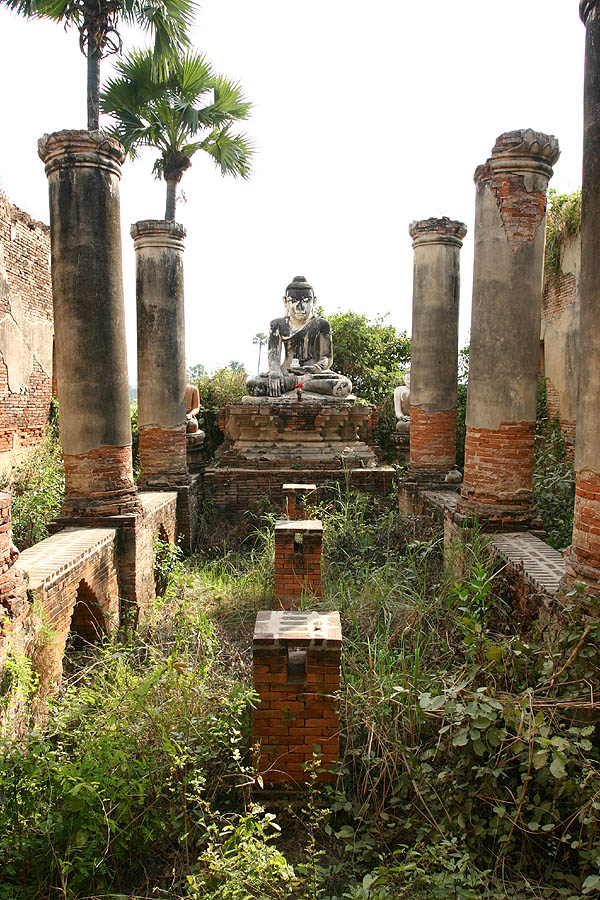
阿瓦的废墟

## 汉达瓦底的反攻（1754年）
在1754年3月，汉达瓦底做了他们两年前就该做的事情，并派出了整支军队。这将会是1751年到1752年整整两年的再次重演，不同的是，他们将不得不面对的是阿朗巴亚，而非一个衰弱的王朝。起初，这场入侵如计划进行。汉达瓦底军队由王位的法定继承人吴巴亚扎和达拉班将军率领。他们在敏建击败了阿朗巴亚的两个儿子南杜基和信彪欣率领的贡榜军队。一支汉达瓦底军队将信彪欣追逐至了阿瓦，并对这座城市发动了围困。另一支军队追逐南杜基的军队，并前进到了远达瑞保几英里外的皎苗，而阿朗巴亚正驻扎在那里。此外，汉达瓦底船队也完全控制了整条伊洛瓦底江。
但汉达瓦底军却无法再取得进一步的进展。他们在皎苗遭到了贡榜的顽强抵抗，并且在试图夺取被严防死守的阿瓦时，他们战死了许多人。在入侵了两月之后，这场入侵正在变得毫无结果。汉达瓦底军队已经失去了许多人和舟船，并且正缺少弹药和补给。在5月，阿朗巴亚亲自率领了他们的军队（10000人、1000骑兵、100头象），发起了贡榜的反攻，并将入侵者们推回到了伊洛瓦底江西岸、阿瓦的对面的实皆。而在东岸，信彪欣也粉碎了对阿瓦的围困。在雨季刚刚过去了几周之时，汉达瓦底的指挥者决定撤退。
与此同时，那些逃离了三角洲孟族人发动的全体性屠杀的缅族难民们夺取了卑谬（比艾）。这里是上缅甸与下缅甸之间的历史上的边境城镇。由此他们关闭了撤退中的汉达瓦底军队回去的大门。汉达瓦底的国王宾尼亚达拉知晓卑谬对于他的王国的安危的重要性。他命令他的军队不惜任何代价重新夺取卑谬。在达拉班的率领下，由10000人和200艘战艇组成的汉达瓦底军队对卑谬发动了围困。

## 转变为种族冲突
到了1754年晚期，达拉班的部下对卑谬的围困正在变得毫无结果。贡榜企图解除这场围困，而围困者们虽然能够击败贡榜的这一企图，但是他们却还是无法夺取这座坚城。在勃固，一些汉达瓦底的指挥官们此时正在害怕阿朗巴亚对南方全面入侵，并寻求着另一个解决之法。他们更偏爱于由一位弱小的国王来进行松散的统治，因此他们打算释放被囚禁的马哈丹马拉贾迪巴迪来坐上汉达瓦底的王位。这场阴谋被宾尼亚达拉发现了。在1754年10月，他不仅处死了这些阴谋者们，还处死了这位前国王本人和其他的来自阿瓦的俘虏们。这一目光短浅的行为反倒移除了阿朗巴亚唯一可能的竞争对手，使得那些还对前国王保有忠心的人们能够凭着良心简简单单地加入阿朗巴亚。
这场冲突渐渐地转变为了北方的缅族和南方的孟族之间的一场种族冲突。这并非一直如此。在1740年，当南方的反叛开始时，造反的孟族首领们欣然接受了那些蔑视阿瓦的统治的南方的缅族人和克伦人。后汉达瓦底的第一位国王斯敏陶布达盖迪，尽管有着孟族的称号，却是一位缅族人。南方的缅族人已经服役于说孟语的汉达瓦底军队，然而从1740年起，在整个南方各地，缅族人遭受到了他们的孟族同事们的一幕幕的肃清。（在1740年，约有8000名缅族人被屠杀。）当汉达瓦底的领导者们需要每一名士兵之时，他们并没有劝说他们的缅族部队保持住，而是逐步强化了“弄巧成拙的”种族对立的政策。他们开始要求所有的南方缅族人佩戴有着勃固法定继承人的印记的耳环，并按孟族的方式剪掉他们的头发，来作为忠诚的表示。这样的迫害却强化了阿朗巴亚的手。阿朗巴亚非常乐意利用这样的情况。他鼓励剩余的缅族部队来投靠他。许多人投靠了。

## 贡榜入侵下缅甸（1755年-1757年）
正当汉达瓦底的领导者们疏远了他们在南方的缅族支持者们时，阿朗巴亚集结了来自上缅甸各地的部队。这些人包括掸族、克钦族和钦族的新征兵。到了1755年1月，他已经准备好了发动一场对南方的全面入侵。这支侵略军现在有了一个相当大的人数优势。汉达瓦底部队仍然有着更佳的火器和现代军备。（在即将来临的那些战役中，汉达瓦底的火器优势将会造成贡榜的许多伤亡。）

### 卑谬战役（1754年6月-1755年2月）
阿朗巴亚的第一个目标是已被汉达瓦底部队围困了数月的卑谬。汉达瓦底部队围绕着卑谬建造了防御栅栏。在这一土木防御工事内，他们还挖掘了壕沟，从而很好地保护了他们。在整个1754年，他们已经击退了试图解围的贡榜部队。在1月，阿朗巴亚亲自带着一支大型军队回来了。然而，在汉达瓦底的坚定防守下，在他们的猛烈的火器射击之中，贡榜的攻击不能取得任何进展。阿朗巴亚之后命令将6-英尺（2-）乘以30-英尺（9-）这么大的筐填上干草，用它来做掩护物。之后在2月中旬，在火枪的枪林弹雨的大屠杀之中，贡榜部队在这些摇摇晃晃的干草筐后面强行前进，并夺取了马扬宾堡（Mayanbin），解除了围困。他们夺得了许多火枪、大炮和弹药，以及5000名战俘。而这些武器、弹药则是汉达瓦底在锡里安（沙廉）从欧洲人那里取得的。汉达瓦底部队撤退到了三角洲地区。阿朗巴亚进入了卑谬，在瑞山杜塔郑重还愿，并收到了中缅甸的宣誓效忠。他主持了一场授衔仪式，向那些领导了这场对汉达瓦底的起义的人们授了勋。

### 伊洛瓦底三角洲战役（1755年4-5月）
在4月上旬，阿朗巴亚以闪击的形式对伊洛瓦底三角洲发动了入侵。他占领了伦塞（Lunhse），将它重命名为了缅昂（“速胜”）。先头护卫队顺江而下，在兴实达击败了汉达瓦底抵抗势力，之后在4月中旬，刚好在缅甸新年庆典之前，他们夺取了德努漂。到了4月下旬，他的军队已经横扫于整个三角洲。阿朗巴亚此时收到了当地领主们的宣誓效忠，这些人最远的远在阿拉干（若开）的山多威（丹兑）。
之后，贡榜军队将他们的眼光转向了最重要的港口城市锡里安（沙廉）。这座城市就坐落在他们通往勃固的路上。在1755年5月5日，贡榜部队在锡里安的对岸的大光击败了一支汉达瓦底师。阿朗巴亚憧憬将大光建设成未来的港口城市。他在大光附近新增了定居点，并将这座新城重命名为了：仰光（意为“冲突的结束”）。

### 锡里安战役（1755年5月-1756年7月）

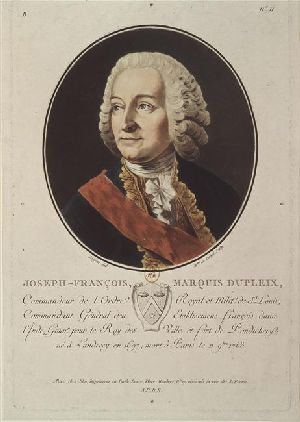
约瑟夫·法朗索瓦·迪普莱克斯，他发起了法国对缅甸的斡旋

坚固的锡里安港被汉达瓦底部队保卫着，他们有着法国军队和法国武器的援助。在1755年5月，贡榜军队第一次的夺取这座城市的企图以失败而告知。它的坚固的城墙和现代的大炮使得任何的猛攻这座堡垒的企图都变得困难。在6月，汉达瓦底发动了一场反击，攻击了仰光的贡榜要塞。在这一时期，贡榜和乔治·贝克上尉（George Baker）领导下的英国东印度公司进行了谈判，并且内格莱斯和锡里安的英国人都宣布了支持阿朗巴亚。就在英国人定居点同意站在贡榜军一边时，英国东印度公司的三艘船，“阿尔乔特号”（Arcot）、“猎人号”（Hunter）和“伊丽莎白号”（Elizabeth），却加入了汉达瓦底军队。他们明显没有得到他们上级的命令。这场反攻是不成功的。此时英国人由于害怕阿朗巴亚的报复，而迅速地派贝克上尉带着大炮和火枪作为礼物去了瑞保找阿朗巴亚，并且他还得到了缔结友好条约的命令。
尽管阿朗巴亚正越来越深切怀疑英国人的意图，但是他也需要得到现代武器来对抗法国人守卫的锡里安。他同意了英国人能够留在他们在内格莱斯的定居点。这个地方从1753年起，就被英国人占领了。但是阿朗巴亚延迟了签署任何的与英国东印度公司的紧急条约。作为替代，他提议两国结盟。英国人即将进入与法国人的七年战争，他们看起来像是合乎常情的盟友。尽管没有任何种类的成为了现实的直接军事援助，但是阿朗巴亚对内格莱斯显示出了一个宽大的姿态。
贡榜部队此时将不得不艰难地夺取锡里安。在1755年剩余的时间里，这场围困一直持续着。对于本地治里的法国人的印度司令部派兵来支援一事，锡里安城内的法国人已经绝望。在1756年1月，阿朗巴亚带着他们的两个儿子南杜基和信彪欣返回了前线。在7月，阿朗巴亚从水陆两路发动了另一场攻击，夺取了留在港口的唯一的法国船只，和城镇郊区的法国工厂。在1756年7月14日（缅历1118年4月下半月3日），火枪兵团长官、最高层的贡榜将领，敏赫拉敏康觉被炮火重伤。在敏赫拉敏康觉将因伤而死并正被小船带回去之时，国王亲自顺江而下，去了这艘船上，见了他的童年老友。这位朋友已经为他赢得了许多场战役。在整支军队面前，国王大张旗鼓地哀悼了他的大将的死亡，并在一柄白伞之下给了他一场葬礼，来表示对他的尊重。法国人的首领布吕诺爵士悄悄地试图和阿朗巴亚谈判，但却被汉达瓦底的指挥官们发现了，并被投入了监狱。围困持续。
令阿朗巴亚担忧的是，法国援军很快就会抵达。他决定，此时猛攻这座堡垒的时刻已经到来。他知道，不能期待法国人和孟族人会手下留情。在任何破坏城墙的企图中，他们都会猛烈抵抗，并且他会有数百人战死。他召集了志愿者，之后他挑选了93人。他将他们命名为了“锡里安黄金连”。这个名字将会在缅甸的民族主义神话中得到一个头等重要的位置。他们包括护卫、官员，以及莽应龙的王室后裔。在下午之前，在临时营房的外面，雨季初期的大雨倾盆而下。他们在他们的国王面前一起吃了饭。阿朗巴亚给了每个人一顶皮革头盔和一副亮漆铠甲。
在1756年7月25日，当晚，贡榜部队猛烈击鼓、高声奏乐，让锡里安的守卫者们以为他们在搞庆祝活动，以此来松懈他们的戒备。就在这个时候，黄金连开始攀登城墙。在1756年7月26日黎明，在一场血淋淋的近战之后，他们设法撬开了木制大门。在黑暗之中，在贡榜部队的战吼之中[“瑞保达！”“瑞保达！”（"Shwebotha!" "Shwebotha!"）；意思是“瑞保的原住民”]，在城中妇女儿童的尖叫之中，这座城市被侵占了。几乎没有汉达瓦底的指挥官逃离了这场大屠杀。从这座城市中被夺取的一堆堆黄金白银，被阿朗巴亚赠送给了黄金连中的幸存的20人和战死的73人的家人们。
几天后，在1756年7月29日，两艘法国接防部队船只，“佳拉忒娅号”（Galatée）和“弗勒里号”（Fleury）从本地治里抵达了。它们装载了部队，还装载了武器、弹药和食物。但它们也来得太晚了几天。缅族人夺取了这两艘船，并强征了200名法国军官和士兵到阿朗巴亚的军队。另外，在船上还有35门舰炮，5门野战炮，以及1300把火枪。这是一场重大收货。更重要的是，这场战役结束了法国对缅甸内战的干预。

### 勃固战役（1756年10月-1757年5月）

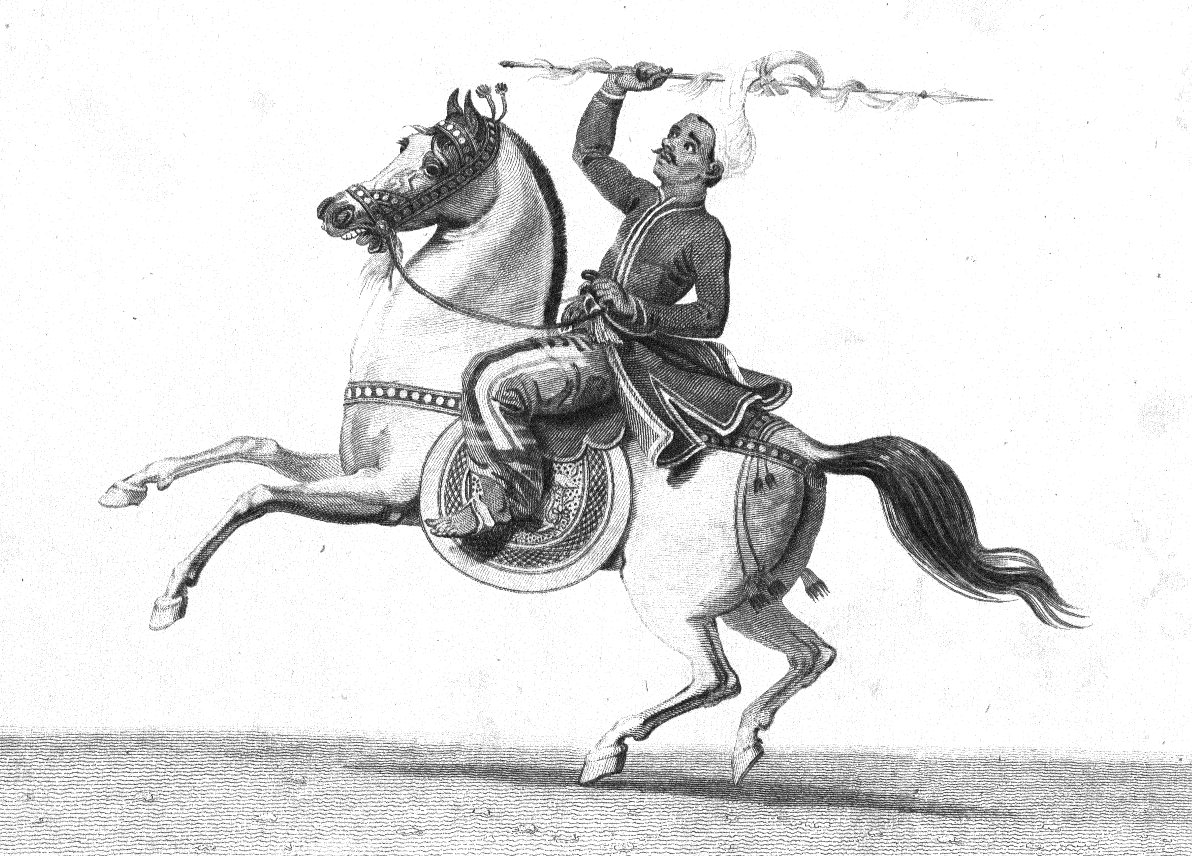
服役于贡榜军队的一名曼尼普尔曼尼普尔的可供选择的名字（Cassay）骑手

在锡里安陷落后，阿朗巴亚耐心等到了雨季结束。在9月，一支贡榜军队从南方的锡里安出征，而另一支军队则从北方的东吁出征。这场进军很慢，并有着重大的损失。这是因为汉达瓦底的防御工事里仍然有大炮，并且他们简直是“背墙而战”。到了10月中旬，这两支军队在勃固会和。贡榜的战艇也击败了汉达瓦底的火筏，并完成了贡榜围绕这座城市的战线。
到了1757年1月，这座城市正在闹饥荒，而宾尼亚达拉请求提谈判条件。阿朗巴亚要求至少一场完整的无条件投降。宾尼亚达拉身边的人决心继续战斗，并将国王监禁了起来。这场饥荒只会变得更糟。在1757年5月6日（缅历1119年2月下半月4日），贡榜军队对这座饥荒中的城市发动了他们最后的一场攻击。在月出之时，贡榜军队突破入内，并且无差别地屠杀了男人、女人和儿童。阿朗巴亚在一群他的卫兵和法国枪手的围绕中，穿过了莫宁门（Mohnyin），进入了城内，并亲自拜倒在了瑞毛杜塔前。两个世纪之前，莽瑞体和莽应龙建造的这座城市的城墙和20扇城门在之后被夷为了平地。勃固陷落之后，已经寻求了暹罗人的保护的马达班（莫塔马）和土瓦的总督，此刻又返回了并送了贡品给阿朗巴亚。

## 后续
勃固陷落之后，孟族残存者们的抵抗运动退回到了上丹那沙林半岛（今天的孟邦），并在暹罗人的支持下，在那里保持活跃。不过，这些抵抗是无组织的，并且没有控制任何主要城镇。他们能保持活跃仅仅是因为在1757年到1759年，贡榜对上丹那沙林半岛的控制仍然大幅度地只是名义上的。由于贡榜军队的大多数人都向北返回去了曼尼普尔和北方的掸族国家，因此它的有效的控制仍然没有伸展到马达班的更远的地方。
无论如何，没有一个南方的首领浮现出来，来集合孟族民众，如同阿朗巴亚在1752年对缅族人所做的那样。在1758年，一场反叛在下缅甸各地爆发了，但是它被当地的贡榜驻军镇压了。在1759年下半年，当贡榜军队已经征服了曼尼普尔和北方的掸族国家，并且正在南下返回，准备他们对丹那沙林海岸和暹罗的入侵时，孟族反叛的机会的窗户便被关上了。随着1759年至1760年的缅甸-暹罗战争，贡榜军队夺取了上丹那沙林海岸，并沿着海岸而下，将孟族抵抗势力赶到了更远的地方。（阿朗巴亚死于这场战争。）在1765年，作为1765年至1767年的缅甸-暹罗战争的一部分，当阿朗巴亚的儿子信彪欣夺取了更南的海岸线时，这些抵抗势力便被赶出了丹那沙林。

## 遗留问题
贡榜-汉达瓦底战争是说缅甸语的北方人和说孟语的南方人之间打的多场战争中的最后一场。双方间的战争始于1057年，阿瑙拉塔国王对南方的征服。几个世纪以来，双方打了更多得多的战争。除了14世纪和15世纪的四十年战争之外，南方通常都是输家。
但这场战争成为了谚语所说的“最后一颗钉子”。对于孟族人，这场失败标志着他们的独立梦的结束。在很长的时间内，他们会记住伴随着他们的短命王国的最后的崩塌的这场彻底的蹂躏。数千人跨过边境，逃到了暹罗。一位孟族僧人描写了这个时代：“众子寻不见母，众母亦寻不见子，哀泣遍地。”
很快，来自北方的缅族人开始整群整群地定居在了三角洲地区。在1762年、1774年、1783年、1792年，以及1824年到1826年间，仍然有孟族人的反叛骤然爆发。每一次叛乱不久之后，随之而来的都不出所料地是孟族人被驱逐出境，或者溃逃到暹罗，以及惩罚性的文化剥夺。最后一位汉达瓦底国王被公开羞辱，并在1774年被处死。在叛乱之后的时期，以损害孟语为代价，缅甸语得到了支持。在18世纪晚期和19世纪早期的编年史中，孟族僧人们将南方近期的历史描绘为一个北方人无情侵犯的故事。到了19世纪早期，同化和异族通婚使得孟族人口被削减为了一个少数民族。孟族人几个世纪以来在海岸一带的主权结束了。

## 地图
地图中的各地名：
- Arakan 阿拉干
- Bay of Bengal 孟加拉湾
- Dagon 大光（英语：Dagon Township）
- Danubyu 德努漂（英语：Danubyu）
- Gulf of Martaban 马达班湾（英语：Gulf of Martaban）
- Hanthawaddy 汉达瓦底
- Hinthada 兴实达
- Irrawaddy Delta 伊洛瓦底三角洲（英语：Irrawaddy Delta）
- Konbaung Burma 缅甸贡榜王国
- Lan Na 兰纳
- Martaban (Mottama) 马达班（莫塔马）
- Myanaung 缅昂（英语：Myanaung）
- Pegu (Bago) 勃固
- Prome (Pyay) 卑谬（比艾）
- Sandoway (Thandwe) 山多威（丹兑）
- Siam 暹罗
- Syriam (Thanlyin) 锡里安（沙廉）
- Toungoo (Taungoo) 东吁